# Brook Taylor

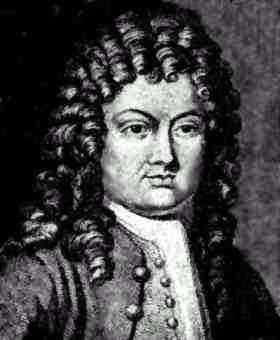
Brook Taylor

Brook Taylor (ur. 18 sierpnia 1685 na przedmieściach Londynu Edmonton, zm. 29 grudnia 1731 w Londynie) – angielski matematyk, znany jako autor pojęcia nazwanego potem szeregiem Taylora.

## Życiorys

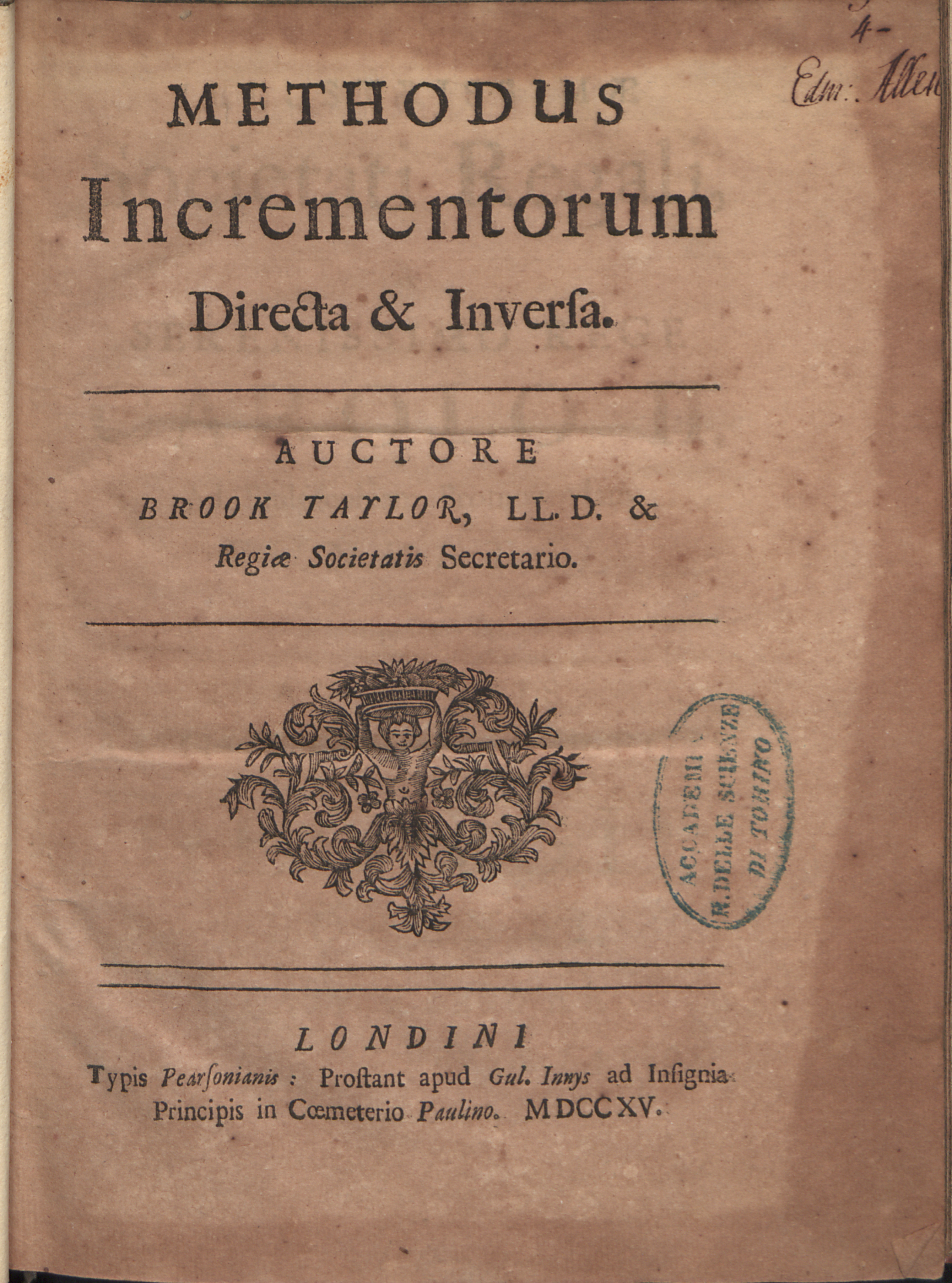
Methodus incrementorum directa et inversa, 1715

Rodzina Taylora była dobrze sytuowana i dzięki temu młody Taylor odebrał staranne wykształcenie matematyczne i humanistyczne (zwłaszcza muzyczne i w dziedzinie malarstwa). W roku 1703 wstąpił do St John’s College na Uniwersytecie Cambridge, gdzie jego zainteresowania matematyczne rozwinęły się jeszcze bardziej. Ukończył Cambridge w roku 1709, a w 1712 został przyjęty do Royal Society. W tym samym roku został wyznaczony jako członek komisji, która miała rozstrzygnąć słynny spór między Newtonem a Leibnizem o pierwszeństwo w odkryciu rachunku różniczkowego.
Dwa lata później Taylor objął stanowisko Sekretarza Royal Society i piastował je do 21 października 1718, gdy złożył rezygnację. Okres tych czterech lat był najpłodniejszym w jego karierze matematycznej, opublikował w tym czasie dwie książki Methodus incrementorum directa et inversa oraz Linear Perspective. W pierwszej z nich pojawia się bez dowodu wzór Taylora oraz wzór na szereg Taylora dowolnej funkcji, druga poświęcona jest zagadnieniom perspektywy.
Z rozwinięcia funkcji w szereg nazwany imieniem Taylora matematycy korzystali już wcześniej, znali go na przykład Newton, Leibniz, de Moivre i Johann Bernoulli, jest jednak zasługą Taylora, że podał go w ogólnej postaci.
Między rokiem 1712 a 1724 Taylor opublikował kilkanaście artykułów na tak różne tematy jak działanie kapilar, budowa termometrów i magnetyzm, podał też nową metodę obliczania logarytmów.
Niestety, jego życie osobiste nie szło w parze z osiągnięciami naukowymi – Taylor wszedł w konflikt z ojcem, a w roku 1723 zmarła mu poślubiona dwa lata wcześniej żona. Dwa lata później ożenił się ponownie, lecz i to małżeństwo nie było udane; druga żona Taylora zmarła w roku 1729. Załamany tym Taylor podupadł na zdrowiu i zmarł dwa lata później.